# 叶阳升
叶阳升（1966年7月—），男，汉族，河南潢川人，中华人民共和国政治人物。现任中国国家铁路集团有限公司总工程师，曾任中国铁道科学研究院集团有限公司党委书记、董事长。第十四届全国政协委员。